# 清風街
清風街（英語：Tsing Fung Street）是位於香港灣仔區天后的一條道路，東西走向，東起英皇道，貫穿電氣道及興發街，西抵維園道，與其北的永興街和其南的琉璃街大致平行。

## 歷史
清風街曾經是區內修車房的集中地，自2000年代後期起逐漸有不少中檔餐廳及甜品店在此街道經營，合計超過二十家食店。

## 清風街天橋
清風街天橋是位於清風街正上方的一條行車天橋，讓車輛可以從英皇道南行方向直達維園道西行方向，前往告士打道、中環灣仔繞道及海底隧道等地。
該天橋由政府於1966年倡議興建，並於1969年開始動工，期間需要拆除道路兩旁突出的騎樓露台，以及興發街交界的一部份貨倉建築。天橋於1972年2月11日通車。